# 뮈렌역
뮈렌역(Mürren)은 스위스 베르너 오버란트 지역의 라우터브루넨 마을과 연결되는 하이브리드 케이블카이자 철도인 베르크반 라우터브루넨–뮈렌의 기차역이자 종점이다. 이름은 리조트가 위치한 뮈렌 마을에서 따온 것이다.
역은 2층짜리 역 건물의 낮은 수준에 2개의 여객선이 있고 위쪽에는 도로 입구가 있다. 라우터브루넨 – 뮈렌 노선은 뮈렌을 오가는 화물 운송도 처리하며 화물 창고는 여객 정류장 북쪽에 있다.

## 운행편
역에는 다음과 같은 여객 열차가 운행된다.
| 운행사                      | 열차 | 노선                                        | 횟수         | 비고 |
| --------------------------- | ---- | ------------------------------------------- | ------------ | ---- |
| 라우터브루넨-뮈렌 산악 철도 |      | 라우터브루넨 - 그뤼치알프 - 빈터에그 - 뮈렌 | 시간당 2~4편 |      |

1894년과 1930년대 사이에 뮈렌역은 길이 500m, 길이 500mm 궤도에 말이 끄는 트램웨이였다. 이 노선의 객차는 복원되어 현재는 역 최상층에 전시되어 있다.